# Полярные лётчики
«Полярные летчики» (англ. Ice Pilots NWT) — реалити-шоу, рассказывающее о повседневной жизни авиакомпании Буффало, которая расположена в городе Йеллоунайф и использует технику времен Второй мировой войны — большие старые самолёты. Пилоты перевозят пассажиров и грузы, а также летают через Атлантику, невзирая на жуткий холод, снежные бури и частые неисправности. Сериал идёт на телеканале Viasat Explorer.
Осенью 2014 года стартовал показ шестого, и на данный момент последнего сезона.

## Флот
По состоянию на март 2010 года воздушный флот авиакомпании Buffalo Airways состоял из 46 самолётов, зарегистрированных в Министерстве транспорта Канады:
- 1 Beechcraft 95-C55 Baron
- 1 Beechcraft D55 Baron
- 2 Beechcraft 95 Travel Air
- 1 Beechcraft B95 Travel Air
- 3 Beechcraft 65-A90 King Air
- 4 Canadair CL-215
- 1 Cessna A185E Skywagon
- 3 Consolidated Vultee PBY-5A Canso
- 1 Consolidated Vultee 240-27
- 2 Curtiss C-46 Commando
- 2 Douglas C-47 Dakota
- 8 Douglas DC-3C
- 14 Douglas C-54 Skymaster
- 2 Lockheed L-188 Electra
- 1 Noorduyn Norseman